# ゲームオン
株式会社ゲームオン（英: GameOn Co., Ltd.）は、スマートフォンゲーム事業、コンサルティング事業、新規事業開発を行う企業。NEOWIZの連結子会社。
かつてはオンラインゲーム（ゲームポータルサイト「Pmang（旧 ゲームチュー）」）の運営を行っていた。

## 概要

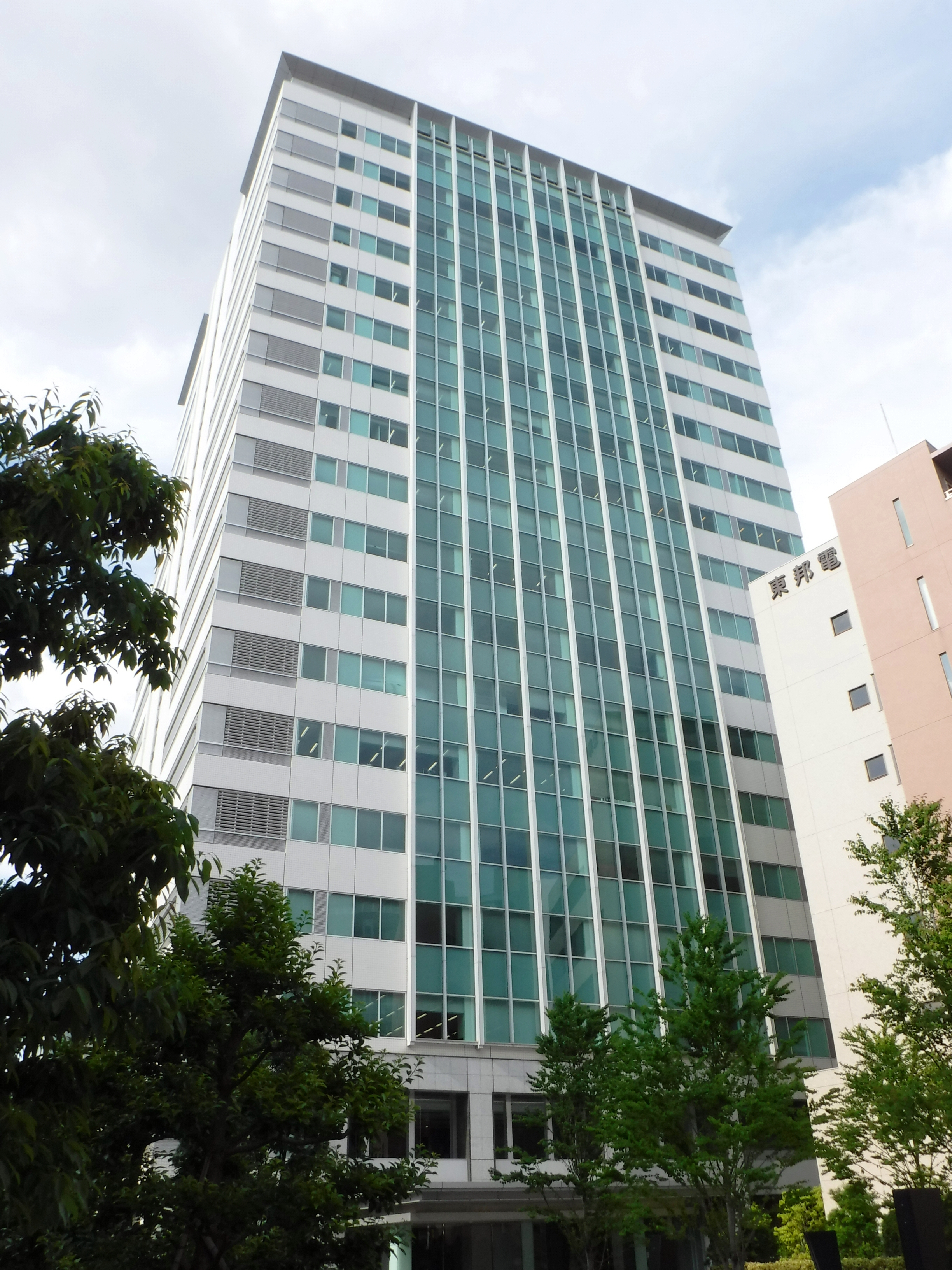
2006年から2023年まで本社が入居していた恵比寿ビジネスタワー

2001年、サムスン電子の中間持株会社である「イー・サムスンジャパン株式会社」と、ソフトバンク系列の会社であった「ソフトバンク・インベストメント株式会社（現在のSBIホールディングス）」の出資により設立。
設立当初の筆頭株主はイー・サムスンジャパンであったが、ソフトバンク・インベストメントがソフトバンク系列から離脱したため別のソフトバンク系列であるブロードメディアに譲渡し保有率第二位となっていた。
主な業務として韓国で開発されたオンラインゲームの日本向けライセンスを取得し、運営・管理を行なっている。一方開発したオンラインゲームは2007年現在ないが、2008年の公開を目処に韓国HI-WIN社と共同でゲームの開発を行ない、またタイトーとはSNS開発の業務提携を結んでいる。
当社の運営するゲームの特徴しては現在正式サービスを行なっている全タイトルにおいてアイテム課金を導入している点である。かつては「眠らない大陸クロノス」においては月額従量制のみ、「MU -奇蹟の大地-」においてはアイテム課金に加えあるレベルに到達すると月額従量制が追加されるハイブリッド課金を課していたが、いずれもアイテム課金のみに改められている。
財務状況は2003年までの3期間はライセンス獲得費などにより赤字経営であったが、4期目となった2004年に設立後初の単年度黒字を計上、2005年にはRED STONEがヒットしたことから大幅な増収増益となっている。
2006年、本社を東京都渋谷区恵比寿1丁目19番19号 恵比寿ビジネスタワー8階へ移転。
2007年11月8日にNEOWIZとゲームホールディングスによるTOBおよび第三者割当による新株式発行が実施されることが発表され、NEOWIZ社が筆頭株主に、ゲームホールディングスが第2位、ブロードメディアが第3位になった。一方で設立時から関わっていたイー・サムスンジャパンおよびサムスン電子は全株式を手放し、これにより資本関係が一切なくなっている。
2008年6月26日にNEOWIZの日本法人であるNeoWiz Japanを吸収合併。同時にNeoWiz Japanが運営していたゲームチューもゲームオンの運営となった。なお、吸収合併後に正式サービスが開始されたタイトルについてはゲームチュー（現 Pmang）での運営となっている。
2010年7月、開発部門の子会社として韓国・城南市に「GameOn Studio（ゲームオンスタジオ）」を設立。2011年2月25日に同社が運営する新・天上碑の知的財産権を取得した。
2011年11月7日に筆頭株主のNEOWIZがゲームオンに対して子会社化を目的とした株式公開買付けを開始。同年12月19日までに91.83％を取得した。これによりNEOWIZの子会社となり、2012年4月23日を以て上場廃止となった。
2022年4月、オンラインゲーム運営事業を目的にゲームオンの完全子会社の「株式会社G・O・P（ジー・オー・ピー）」を設立し、Pmangの一部の運営業務を委託。
2023年1月1日、ゲームポータルサイト「Pmang（旧 ゲームチュー）」の運営をG・O・Pへ移管。
同年3月1日付で、G・O・Pの全株式をヴァロフジャパンに譲渡。これにより、ヴァロフジャパンの運営タイトルをG・O・Pに順次移管し、ゲームオンは設立当初から行っていたオンラインゲーム運営事業から撤退。
同年8月1日付で、Wemade Onlineの⽇本国内オンラインゲームサービス、パブリッシング事業をG・O・Pに譲渡。これに伴い、オンラインゲームポータルサイト「GAMEcom」およびPCオンラインゲーム『R.O.H.A.N. Revision』『ソウルワーカー』『SiLKROAD Revolution』『新生R.O.H.A.N』に関して、同社で運営を開始した。
同年10月、本社を東京都千代田区東神田二丁目3番10号 PMO秋葉原II7階へ移転。
同年11月21日、G・O・Pの親会社であるヴァロフジャパンが解散。

## ゲーム一覧
大きく分かれて単体アカウントのゲームとゲームオンが運営するポータルサイト「Pmang」コンテンツのゲームの2つに分かれている。単体アカウントのゲームと「Pmang」タイトルの違いは以下のとおり。
- 「Pmang」の会員登録をすれば1つのアカウントで「Pmang」内の全サービスが受けられるが、単体アカウントの場合1つのゲームごとに1つのアカウントを取得する必要がある。
- 課金通貨が「Pmang」コンテンツが「JEWEL」、単体アカウントのゲームは「SP」である。「JEWEL」は同一アカウント内であれば「Pmang」内のサービスで使用できるが、「SP」は他のアカウントおよびゲームに流用することはできない。
- 単体アカウントのゲームはダウンロードしたクライアントのアイコンをクリックして起動する方法であるが、「ゲームチュー」は公式サイトの「ゲーム開始」ボタンをクリックして起動する方法を採用している。

### 正式サービス中のゲーム
「Pmang」コンテンツのゲームについてはゲームチュー#タイトル一覧を参照。
| ゲームタイトル       | ジャンル | 開発元        | サービス開始日 | 会員数 （万人） |
| -------------------- | -------- | ------------- | -------------- | --------------- |
| 眠らない大陸クロノス | MMORPG   | 韓国Lizard    | 2003年10月27日 | 53              |
| MU -奇蹟の大地-      | MMORPG   | 韓国WEBZEN    | 2004年2月27日  | 75              |
| RED STONE            | MMORPG   | 韓国L&K LOGIC | 2005年2月24日  | 117             |

- 会員数は累計アカウント数である。
  - 1人が複数アカウントを保有していたりアカウントを削除しないまま引退する者がいるため、会員数＝プレイヤー数ではない。
- サービス開始日は特に脚注がない限り正式サービスの開始日である。

### ゲームチューへ移行したゲーム
| ゲームタイトル              | ジャンル | 開発元     | サービス開始日 | 移行日        |
| --------------------------- | -------- | ---------- | -------------- | ------------- |
| 新・天上碑                  | MMORPG   | 韓国HI-WIN | 2003年3月14日  | 2010年6月23日 |
| RF online Z                 | MMORPG   | 韓国CCR    | 2007年6月8日*  | 2010年9月15日 |
| Soul of the Ultimate Nation | MMORPG   | 韓国WEBZEN | 2008年4月21日  | 2010年9月29日 |

- 日付の後ろに*印のついているタイトルはゲームオンへ運営が移行した後のサービス開始日である。

### 他社運営へ移行したゲーム
| ゲームタイトル         | ジャンル | 開発元     | 移管先        | 移管日       |
| ---------------------- | -------- | ---------- | ------------- | ------------ |
| シルクロードオンライン | MMORPG   | 韓国Joymax | WeMade Online | 2011年9月1日 |

### サービス休止または終了したゲーム
| ゲームタイトル          | 開発元                   | 状況 | 備考                                              |
| ----------------------- | ------------------------ | ---- | ------------------------------------------------- |
| ミラクルサマナー キュイ | 韓国Yolim Communication  | 休止 | 2007年1月より11月までオープンβを実施              |
| PI STORY                | NCONY Enterprise         | 中止 | クローズドβを数回実施、中止後ライセンス契約を解除 |
| NBA Street Online       | エレクトロニック・アーツ | 中止 | ライセンス契約を解除                              |
| WARLORD                 | NEOWIZ                   | 中止 | ライセンス契約を解除                              |
| R2BEAT                  | NEOWIZ                   | 休止 | 2009年9月9日(ゲームチュー扱い)                    |
| GUNZWEI                 | MAIET Entertainment      | 終了 | 2010年10月13日(ゲームチュー扱い)                  |

### その他
「萌ネコミミ学園」、「プッチうぉ～ず」といったiモード向け携帯アプリゲームを提供している。

## ゲームオンフェスタ
2008年10月19日に東京・池袋のサンシャインシティ文化会館においてゲームオンフェスタ2008が開催された。会場では新作ゲームの展示や既存ゲームのアップデート情報、さらに各種プレゼントや販売なども行なわれている。また、「シルクロードオンライン」のGNGWC（Game & Game World Championship）日本代表決定戦や「RED STONE」のWGC（World Cyber Games）日本代表決定戦などのステージイベントも開催されている。（「シルクロードオンライン」のGNGWC日本代表決定戦は以前から個別に開催されている。）当日は入場無料かつ当日入場可能としたため多くの人が訪れ、キャパシティオーバーにより入場制限が実施された。また会場には当時社長だった李相燁も姿を見せ、「シルクロードオンライン」GNGWC日本代表決定戦の表彰式に登場している。なお、2009年以降も開催されるかは未定。

## 不祥事

### アカウント情報流出
2006年7月27日に、当時ゲームオンが運営していたゲーム情報ポータルサイトジーパラドットコムで発表された。
これは7月10日から15日の間に、ゲームオンの各オンラインゲームで会員登録したユーザーのうち、ジーパラドットコムへの会員登録をしたユーザーに対して送信されたメールに、本人のアカウント情報以外に他人のアカウント情報が記載され配信されたもので、原因は配信プログラムの不具合とされる。
ゲームオンは該当アカウントの不正利用防止のために利用停止措置を取り、オンラインゲーム会員登録とジーパラドットコムとの連携を停止した。ゲームオンの発表した該当するアカウント数は3,880件。
この問題により、同年の8月6日に予定されていたゲームオン株の東証マザーズへの上場を7月31日に取締役会で辞退することを決定したほか、東京証券取引所もこの問題を受けて同日に上場承認を取り消した。
なお、ゲームオン株は同年12月8日に東証マザーズへ上場。セキュリティについては2007年3月28日に情報セキュリティマネジメントシステムの国際規格であるISO/IEC 27001:2005を取得している。

### 大規模不正アクセス
2009年5月31日、「RED STONE」や「眠らない大陸クロノス」「新・天上碑」などのプレイヤーのゲームデータの一部に対する不正アクセスが行われた事が公表され、全てのプレイヤーに対しパスワード変更の処置がなされた。

対応としては、ID登録時のメールアドレスに仮パスワード送信し順次新しいパスワードへの変更を行うという処置が行われたが、登録当時のメールアドレスを紛失したプレイヤーには対応しきれなかった。
そのため、2日後の6月2日（新・天上碑では、4日後の6月4日）、メールアドレスを紛失した全てのプレイヤーに対してメールアドレス変更の処置が取られたが、その対応にもアクセスが集中し混乱を招いた。

なお、ゲームオンは「個人情報の流出は確認されていない」としている。また、「新・天上碑」ではワンタイムキーシステム導入後もハッキングの被害は減少したが続いている。